# Persone di nome Ernesto
| Questa pagina contiene informazioni ricavate automaticamente dalle voci biografiche con l'ausilio del template Bio e di un bot. L'aggiornamento è periodico e automatico e ricostruisce completamente la pagina. Se manca una persona in questa lista, sei pregato di non aggiungerla, ma accertati piuttosto che la sua voce biografica contenga il template Bio e che i dati anagrafici siano correttamente compilati. Se il template Bio manca, inseriscilo tu stesso o, in alternativa, metti l'avviso {{tmp\|Bio}} che ne segnala la mancanza. Se i dati riportati sono sbagliati, correggi direttamente la voce biografica; le modifiche saranno visibili in questa lista entro pochi giorni. Per chiarimenti vedi il progetto antroponimi. La lista contiene solo le 472 persone che sono citate nell'enciclopedia e per le quali è stato implementato correttamente il template Bio. Pagina aggiornata al 6 ago 2025. |

Questa è una lista di persone presenti nell'enciclopedia che hanno il nome Ernesto, suddivise per attività principale.

## Abati(1)
- Ernesto di Zwiefalten, abate e santo tedesco (Steißlingen - La Mecca, † 1148)

## Agronomi(2)
- Ernesto Del Giudice, agronomo e politico italiano (Marsala, n. 1906 - Marsala, † 1979)
- Ernesto Marenghi, agronomo italiano (Gropparello, n. 1874 - Milano, † 1925)

## Allenatori di calcio(10)
- Ernesto Apuzzo, allenatore di calcio e ex calciatore italiano (Pimonte, n. 1956)
- Ernesto Paulo, allenatore di calcio e ex giocatore di calcio a 5 brasiliano (Rio de Janeiro, n. 1954)
- Ernesto Chevantón, allenatore di calcio e ex calciatore uruguaiano (Juan Lacaze, n. 1980)
- Ernesto Duchini, allenatore di calcio e calciatore argentino (Buenos Aires, n. 1910 - Buenos Aires, † 2006)
- Ernesto Fígoli, allenatore di calcio e calciatore uruguaiano (Montevideo, n. 1888 - Montevideo, † 1981)
- Ernesto Guerra, allenatore di calcio e ex calciatore ecuadoriano (Quito, n. 1934)
- Ernesto Meliante, allenatore di calcio uruguaiano (n. 1888)
- Ernesto Peyer, allenatore di calcio e calciatore svizzero (Bergdietikon, n. 1891 - Zurigo, † 1964)
- Ernesto Valverde, allenatore di calcio e ex calciatore spagnolo (Viandar de la Vera, n. 1964)
- Ernesto Zambianchi, allenatore di calcio e calciatore italiano (Grosseto, n. 1909 - Grosseto, † 1984)

## Allenatori di pallacanestro(1)
- Ernesto Miccoli, allenatore di pallacanestro italiano (Bologna)

## Alpinisti(1)
- Ernesto Lomasti, alpinista italiano (Udine, n. 1959 - Arnad, † 1979)

## Ammiragli(2)
- Ernesto Burzagli, ammiraglio italiano (Modena, n. 1873 - Montevarchi, † 1944)
- Ernesto Rubin de Cervin, ammiraglio italiano (Torino, n. 1860 - Brindisi, † 1915)

## Anarchici(2)
- Ernesto Bonomini, anarchico italiano (Pozzolengo, n. 1903 - Miami, † 1986)
- Pietro Gori, anarchico, giornalista e avvocato italiano (Messina, n. 1865 - Portoferraio, † 1911)

## Antropologi(1)
- Ernesto de Martino, antropologo, storico delle religioni e filosofo italiano (Napoli, n. 1908 - Roma, † 1965)

## Arbitri di calcio(1)
- Ernesto Filippi, ex arbitro di calcio uruguaiano (Pieve Fosciana, n. 1950)

## Architetti(5)
- Ernesto Basile, architetto italiano (Palermo, n. 1857 - Palermo, † 1932)
- Ernesto Lapadula, architetto e urbanista italiano (Pisticci, n. 1902 - Roma, † 1968)
- Ernesto Melano, architetto e ingegnere italiano (Pinerolo, n. 1792 - Torino, † 1867)
- Ernesto Pirovano, architetto italiano (Milano, n. 1866 - Milano, † 1934)
- Ernesto Nathan Rogers, architetto e teorico dell'architettura italiano (Trieste, n. 1909 - Gardone Riviera, † 1969)

## Arcivescovi cattolici(5)
- Ernesto di Baviera, arcivescovo cattolico tedesco (Monaco di Baviera, n. 1554 - Arnsberg, † 1612)
- Ernesto di Pardubice, arcivescovo cattolico ceco (Hostinka, n. 1297 - Roudnice nad Labem, † 1364)
- Ernesto Eugenio Filippi, arcivescovo cattolico italiano (Collelungo, n. 1879 - † 1951)
- Ernesto Mazzella, arcivescovo cattolico italiano (Vitulano, n. 1833 - Bari, † 1897)
- Ernesto Maria Piovella, arcivescovo cattolico italiano (Milano, n. 1867 - Cagliari, † 1949)

## Artisti(5)
- Ernesto Deira, artista argentino (Buenos Aires, n. 1928 - Parigi, † 1986)
- Ernesto Jannini, artista e scenografo italiano (Napoli, n. 1950)
- Thayaht, artista italiano (Firenze, n. 1893 - Marina di Pietrasanta, † 1959)
- Ernesto Tatafiore, artista e pittore italiano (Marigliano, n. 1943)
- Ernesto Tross, artista, scrittore e velista tedesco (Auerbach, n. 1932 - Roma, † 2020)

## Assassini seriali(1)
- Ernesto Picchioni, serial killer italiano (Ascrea, n. 1906 - Porto Azzurro, † 1967)

## Astronomi(3)
- Ernesto Guido, astronomo italiano (Castellammare di Stabia, n. 1977)
- Ernesto Paci, astronomo e presbitero italiano (Lercara Friddi, n. 1887 - Palermo, † 1934)
- Ernesto Palomba, astronomo italiano (Roma, n. 1967)

## Attivisti(1)
- Ernesto Olivero, attivista e scrittore italiano (Mercato San Severino, n. 1940)

## Attori(15)
- Ernesto Almirante, attore italiano (Mistretta, n. 1877 - Bologna, † 1964)
- Ernesto Alterio, attore argentino (Buenos Aires, n. 1970)
- Jon Jon Briones, attore e cantante filippino (Quezon City, n. 1965)
- Ernesto Calindri, attore italiano (Certaldo, n. 1909 - Milano, † 1999)
- Ernesto Colli, attore italiano (Biella, n. 1940 - Biella, † 1982)
- Ernesto Gómez Cruz, attore messicano (Veracruz, n. 1933 - Città del Messico, † 2024)
- Ernesto D'Argenio, attore italiano (Milano, n. 1985)
- Donald Reed, attore messicano (Città del Messico, n. 1901 - Los Angeles, † 1973)
- Ernesto Lama, attore italiano (Napoli, n. 1965)
- Ernesto Mahieux, attore italiano (Napoli, n. 1946)
- Ernesto Maria Ponte, attore e comico italiano (Palermo, n. 1968)
- Ernesto Sabbatini, attore, regista teatrale e direttore artistico italiano (Padova, n. 1878 - Milano, † 1954)
- Tino Scotti, attore e comico italiano (Milano, n. 1905 - Tarquinia, † 1984)
- Ernesto Tomasini, attore, cabarettista e cantante italiano (Palermo, n. 1968)
- Ernesto Vaser, attore e regista italiano (Torino, n. 1876 - Torino, † 1934)

## Attori teatrali(1)
- Ernesto Rossi, attore teatrale italiano (Livorno, n. 1827 - Pescara, † 1896)

## Aviatori(1)
- Ernesto Fogola, aviatore italiano (Montereggio di Mulazzo, n. 1891 - Hudajužna, † 1917)

## Avvocati(7)
- Ernesto Bosch, avvocato, diplomatico e politico argentino (Buenos Aires, n. 1863 - Buenos Aires, † 1951)
- Ernesto Carpano Maglioli, avvocato e politico italiano (Biella, n. 1887 - Biella, † 1955)
- Ernesto Hilcken Ferragni, avvocato e patriota italiano (Parigi, n. 1827 - Cremona, † 1882)
- Ernesto Pietriboni, avvocato, giornalista e politico italiano (Venezia, n. 1874 - Venezia, † 1950)
- Ernesto Maria Ruffini, avvocato italiano (Palermo, n. 1969)
- Ernesto Sanz, avvocato e politico argentino (San Rafael, n. 1956)
- Ernesto Trapanese, avvocato e politico italiano (Aragona, n. 1871 - † 1933)

## Banchieri(3)
- Ernesto Giardini, banchiere e politico italiano (Binasco, n. 1869 - Milano, † 1961)
- Ernesto Paolillo, banchiere e dirigente sportivo italiano (Bari, n. 1946)
- Ernesto De Galleani, banchiere e calciatore italiano (Genova, n. 1879 - Genova, † 1931)

## Baritoni(3)
- Ernesto Badini, baritono italiano (Milano, n. 1876 - Milano, † 1937)
- Ernesto Petti, baritono italiano (Salerno, n. 1986)
- Ernesto Sivori, baritono italiano (n. 1853 - † 1923)

## Bibliografi(1)
- Ernesto Vegetti, bibliografo, saggista e animatore italiano (Nerviano, n. 1943 - Borgomanero, † 2010)

## Bobbisti(1)
- Ernesto Franceschi, bobbista italiano (Cortina d'Ampezzo, n. 1912 - Cortina d'Ampezzo, † 1943)

## Botanici(1)
- Ernesto Schick, botanico e agronomo svizzero (Krattigen, n. 1925 - Chiasso, † 1991)

## Cantanti(2)
- Ernesto Bonino, cantante italiano (Torino, n. 1922 - Milano, † 2008)
- Ernesto Cavour, cantante, musicista e artista boliviano (La Paz, n. 1940 - La Paz, † 2022)

## Cantanti lirici(1)
- Ernesto Dominici, cantante lirico italiano (Bricherasio, n. 1893 - Torino, † 1954)

## Cantautori(1)
- Ernesto Bassignano, cantautore, giornalista e conduttore radiofonico italiano (Roma, n. 1946)

## Cardinali(4)
- Ernesto Civardi, cardinale e arcivescovo cattolico italiano (Fossarmato, n. 1906 - Roma, † 1989)
- Ernesto Corripio y Ahumada, cardinale e arcivescovo cattolico messicano (Tampico, n. 1919 - Città del Messico, † 2008)
- Ernesto Ruffini, cardinale, arcivescovo cattolico e biblista italiano (San Benedetto Po, n. 1888 - Palermo, † 1967)
- Ernesto Adalberto d'Harrach, cardinale e arcivescovo austriaco (Vienna, n. 1598 - Vienna, † 1667)

## Cavalieri(1)
- Ernesto Sequi, cavaliere e militare italiano (Bosa, n. 1882 - Roma, † 1965)

## Cestisti(7)
- Ernesto Cima, cestista italiano (Alessandria, n. 1953 - Alessandria, † 2001)
- Ernesto Delgado, ex cestista spagnolo (Barcellona, n. 1956)
- Ernesto Gehrmann, ex cestista argentino (Oberá, n. 1945)
- Tito Malcolm, ex cestista panamense (Panama, n. 1956)
- Ernesto Michel, ex cestista argentino (Paraná, n. 1970)
- Ernesto Oglivie, cestista panamense (Panama, n. 1989)
- Ernesto Ortiz, cestista peruviano (n. 1928)

## Chimici(3)
- Ernesto Chiacchierini, chimico italiano (Campello sul Clitunno, n. 1935 - † 2023)
- Ernesto de' Conno, chimico italiano (San Marco dei Cavoti, n. 1884 - Napoli, † 1949)
- Ernesto Puxeddu, chimico italiano (Villasor, n. 1876 - Cagliari, † 1949)

## Chitarristi(1)
- Ernesto Massimo Verardi, chitarrista e compositore italiano (Milano, n. 1936)

## Ciclisti su strada(3)
- Ernesto Azzini, ciclista su strada italiano (Rodigo, n. 1885 - Milano, † 1923)
- Ernesto Bono, ciclista su strada e pistard italiano (Ome, n. 1936 - Ome, † 2018)
- Ernesto Jotti, ex ciclista su strada italiano (Parma, n. 1944)

## Clarinettisti(1)
- Ernesto Cavallini, clarinettista e compositore italiano (Milano, n. 1807 - Milano, † 1874)

## Combinatisti nordici(1)
- Ernesto Zardini, combinatista nordico e saltatore con gli sci italiano (Cortina d'Ampezzo, n. 1908 - † 1939)

## Compositori(6)
- Ernesto De Curtis, compositore italiano (Napoli, n. 1875 - Napoli, † 1937)
- Ernesto Esposito, compositore italiano (Milano, n. 1939 - Lecco, † 2012)
- Ernesto Halffter, compositore e direttore d'orchestra spagnolo (Madrid, n. 1905 - Madrid, † 1989)
- Ernesto Köhler, compositore e flautista italiano (Modena, n. 1849 - San Pietroburgo, † 1907)
- Ernesto Nazareth, compositore e pianista brasiliano (Rio de Janeiro, n. 1863 - Jacarepaguá, † 1934)
- Ernesto Vitolo, compositore e polistrumentista italiano (Napoli, n. 1955)

## Costituzionalisti(1)
- Ernesto Bettinelli, costituzionalista italiano (Cremona, n. 1946)

## Criminali(1)
- Ernesto Fonseca Carrillo, criminale messicano (Santiago de los Caballeros, n. 1930)

## Critici cinematografici(1)
- Ernesto G. Laura, critico cinematografico, regista e saggista italiano (Villafranca di Verona, n. 1932 - Roma, † 2023)

## Critici letterari(1)
- Ernesto Ferrero, critico letterario, curatore editoriale e scrittore italiano (Torino, n. 1938 - Torino, † 2023)

## Designer(1)
- Ernesto Gismondi, designer e imprenditore italiano (Sanremo, n. 1931 - Milano, † 2020)

## Diplomatici(2)
- Ernesto Araújo, diplomatico e politico brasiliano (Porto Alegre, n. 1967)
- Ernesto Artom, diplomatico e politico italiano (Asti, n. 1868 - Roma, † 1935)

## Dirigenti d'azienda(2)
- Ernesto Mauri, dirigente d'azienda italiano (Vimercate, n. 1946)
- Ernesto Pascale, manager e pittore italiano (Roma, n. 1934 - Roma, † 2005)

## Dirigenti sportivi(2)
- Ernesto Segura de Luna, dirigente sportivo e avvocato spagnolo (Barcellona, n. 1922 - Mataró, † 2008)
- Ernesto Vota, dirigente sportivo e arbitro di calcio italiano (Torino, n. 1886 - Torino, † 1953)

## Economisti(5)
- Ernesto D'Albergo, economista italiano (Noto, n. 1902 - Roma, † 1974)
- Ernesto Screpanti, economista italiano (Roma, n. 1948)
- Ernesto Sirolli, economista e politologo italiano (Altino, n. 1950)
- Ernesto Talvi, economista e politico uruguaiano (Montevideo, n. 1957)
- Ernesto de la Guardia, economista, politico e diplomatico panamense (Panama, n. 1904 - Panama, † 1983)

## Editori(2)
- Ernesto Adamo Bignami, editore italiano (Milano, n. 1903 - Bergamo, † 1958)
- Ernesto Sarasino, editore, scrittore e traduttore italiano (Torino - † 1927)

## Egittologi(1)
- Ernesto Schiaparelli, egittologo italiano (Occhieppo Inferiore, n. 1856 - Torino, † 1928)

## Fantini(1)
- Ernesto Felli, fantino italiano (Siena, n. 1875 - Casorate Sempione, † 1937)

## Filologi(1)
- Ernesto Monaci, filologo italiano (Soriano nel Cimino, n. 1844 - Roma, † 1918)

## Filosofi(3)
- Ernesto Grassi, filosofo italiano (Milano, n. 1902 - Monaco di Baviera, † 1991)
- Ernesto Laclau, filosofo argentino (Buenos Aires, n. 1935 - Siviglia, † 2014)
- Ernesto Mayz Vallenilla, filosofo venezuelano (Maracaibo, n. 1925 - Caracas, † 2015)

## Fisici(2)
- Ernesto Casnati, fisico italiano (Como, n. 1928 - Ferrara, † 2019)
- Ernesto Drago, fisico italiano (Agrigento, n. 1876 - Catania, † 1929)

## Fondisti(1)
- Ernesto Vinante, fondista e nuotatore italiano (Ziano di Fiemme, n. 1958)

## Fotografi(1)
- Ernesto Bazan, fotografo italiano (Palermo, n. 1959)

## Fumettisti(3)
- Ernesto García Seijas, fumettista argentino (Ramos Mejía, n. 1941 - † 2023)
- Ernesto Grassani, fumettista italiano (San Giuliano Milanese, n. 1946)
- Ernesto Pugliese, fumettista italiano (Napoli, n. 1963)

## Funzionari(2)
- Ernesto Cianciolo, funzionario e prefetto italiano (Palermo, n. 1868 - Palermo, † 1946)
- Ernesto Vitetti, funzionario e prefetto italiano (Crotone, n. 1867 - Roma, † 1948)

## Generali(6)
- Ernesto Cappa, generale e prefetto italiano (Dogliani, n. 1888 - Cuneo, † 1957)
- Ernesto Chiminello, generale italiano (Pizzo, n. 1890 - Porto Edda, † 1943)
- Ernesto Horacio Crespo, generale argentino (Mendoza, n. 1929 - Buenos Aires, † 2019)
- Ernesto Geisel, generale e politico brasiliano (Bento Gonçalves, n. 1908 - Rio de Janeiro, † 1996)
- Ernesto Mombelli, generale e politico italiano (Torino, n. 1867 - Firenze, † 1932)
- Ernesto Sannino, generale italiano (Livorno, n. 1888 - Sarzana)

## Geografi(1)
- Ernesto Massi, geografo e politico italiano (Trieste, n. 1909 - Roma, † 1997)

## Giocatori di baseball(1)
- Ernie Lombardi, giocatore di baseball statunitense (Oakland, n. 1908 - Santa Cruz, † 1977)

## Giocatori di calcio a 5(2)
- Ernesto Casañ, ex giocatore di calcio a 5 spagnolo (Albacete, n. 1987)
- Ernesto Díaz, ex giocatore di calcio a 5 cubano (n. 1970)

## Giornalisti(7)
- Ernesto Assante, giornalista, critico musicale e blogger italiano (Napoli, n. 1958 - Roma, † 2024)
- Ernesto Auci, giornalista e politico italiano (Roma, n. 1946)
- Ernesto Daquanno, giornalista italiano (Roma, n. 1897 - Dongo, † 1945)
- Ernesto De Angelis, giornalista e politico italiano (Napoli, † 1935)
- Ernesto De Pascale, giornalista, conduttore radiofonico e musicista italiano (Firenze, n. 1958 - Montevarchi, † 2011)
- Ernesto Mezzabotta, giornalista e scrittore italiano (Foligno, n. 1852 - Roma, † 1901)
- Ernesto Teodoro Moneta, giornalista e patriota italiano (Milano, n. 1833 - Milano, † 1918)

## Giuristi(2)
- Ernesto Eula, giurista e magistrato italiano (Barge, n. 1889 - Chiusa di Pesio, † 1981)
- Ernesto Salvia, giurista e politico italiano (Napoli, n. 1860 - Napoli, † 1923)

## Hockeisti su ghiaccio(1)
- Ernesto Franceschi, ex hockeista su ghiaccio italiano (Cortina d'Ampezzo, n. 1944)

## Igienisti(1)
- Ernesto Bertarelli, igienista, editore e divulgatore scientifico italiano (Arona, n. 1873 - Milano, † 1957)

## Imprenditori(17)
- Ernesto Belloni, imprenditore, chimico e politico italiano (Pavia, n. 1883 - Milano, † 1938)
- Ernesto Bertarelli, imprenditore italiano (Roma, n. 1965)
- Ernesto Besenzanica, imprenditore e ingegnere italiano (Milano, n. 1864 - Milano, † 1940)
- Ernesto Cauvin, imprenditore, dirigente sportivo e politico italiano (Genova, n. 1903 - Genova, † 1981)
- Ernesto Ceirano, imprenditore italiano (Cuneo, n. 1873 - Torino, † 1953)
- Ernesto Cerruti, imprenditore italiano (Torino, n. 1844 - Perugia, † 1915)
- Ernesto Maria Cocca, imprenditore, economista e chimico italiano (San Marco dei Cavoti, n. 1879 - Córdoba, † 1940)
- Ernesto Colnago, imprenditore e ex ciclista su strada italiano (Cambiago, n. 1932)
- Ernesto Cortissoz, imprenditore colombiano (Barranquilla, n. 1884 - Barranquilla, † 1924)
- Ernesto De Angeli, imprenditore italiano (Laveno, n. 1849 - Milano, † 1907)
- Ernesto Di Fresco, imprenditore e politico italiano (Palermo, n. 1929 - Palermo, † 2002)
- Ernesto Fassio, imprenditore e armatore italiano (Genova, n. 1893 - Genova, † 1968)
- Ernesto Illy, imprenditore italiano (Trieste, n. 1925 - Trieste, † 2008)
- Ernesto Invernizzi, imprenditore italiano (n. 1852 - Caslino d'Erba, † 1929)
- Ernesto Emanuele Oblieght, imprenditore ungherese (Budapest, n. 1838 - Roma, † 1900)
- Ernesto Pellegrini, imprenditore e dirigente sportivo italiano (Milano, n. 1940 - Milano, † 2025)
- Ernesto Reinach, imprenditore italiano (Torino, n. 1855 - Bolzano, † 1943)

## Informatici(1)
- Ernesto Damiani, informatico italiano (n. 1960)

## Ingegneri(12)
- Ernesto Breda, ingegnere e imprenditore italiano (Campo San Martino, n. 1852 - Milano, † 1918)
- Ernesto Ganelli, ingegnere italiano (Alessandria, n. 1901 - Grosseto, † 1985)
- Ernesto Ghiotti, ingegnere e architetto italiano (Torino, n. 1847 - Torino, † 1938)
- Ernesto Marsaglia, ingegnere e politico italiano (Torino, n. 1853 - Sanremo, † 1924)
- Ernesto Montù, ingegnere e inventore italiano (Alessandria, n. 1893 - Santa Margherita Ligure, † 1981)
- Ernesto Narcisi, ingegnere italiano (Teramo, n. 1852 - Teramo, † 1932)
- Ernesto Stassano, ingegnere italiano (Napoli, n. 1859 - Napoli, † 1922)
- Ernesto Suardo, ingegnere e politico italiano (Bergamo, n. 1890 - Gardone Riviera, † 1961)
- Ernesto Tabujara, ingegnere filippino († 2014)
- Ernesto Troiano, ingegnere e politico italiano (Genzano di Lucania, n. 1885 - † 1977)
- Ernesto Vallerani, ingegnere italiano (Milano, n. 1936)
- Ernesto Vichi, ingegnere italiano (Frascati, n. 1924 - † 2008)

## Intagliatori(1)
- Ernesto Maldarelli, intagliatore, ebanista e scultore italiano (Ferrara, n. 1850 - Ferrara, † 1930)

## Kickboxer(1)
- Ernesto Hoost, ex kickboxer olandese (Heemskerk, n. 1965)

## Letterati(1)
- Ernesto Lamma, letterato e filologo italiano (Bologna, n. 1863)

## Linguisti(1)
- Ernesto Giammarco, linguista e glottologo italiano (Introdacqua, n. 1916 - † 1987)

## Lottatori(2)
- Ernesto Castelli, lottatore italiano (n. 1869 - † 1939)
- Ernesto Razzino, ex lottatore italiano (Münsterlingen, n. 1961)

## Mafiosi(2)
- Ernesto Diotallevi, mafioso italiano (Roma, n. 1944)
- Ernesto Fazzalari, mafioso italiano (Taurianova, n. 1969)

## Magistrati(3)
- Ernesto Battaglini, magistrato italiano (Venosa, n. 1887 - Roma, † 1960)
- Ernesto Lupo, magistrato italiano (San Mauro La Bruca, n. 1939)
- Ernesto Stajano, ex magistrato, avvocato e politico italiano (Napoli, n. 1953)

## Maratoneti(1)
- Ernesto Alciati, maratoneta italiano (Asti, n. 1902 - Asti, † 1984)

## Marciatori(1)
- Ernesto Canto, marciatore messicano (Città del Messico, n. 1959 - Città del Messico, † 2020)

## Matematici(5)
- Ernesto Capocci di Belmonte, matematico, astronomo e politico italiano (Picinisco, n. 1798 - Napoli, † 1864)
- Ernesto Cesaro, matematico italiano (Napoli, n. 1859 - Torre Annunziata, † 1906)
- Ernesto Laura, matematico italiano (Porto Maurizio, n. 1879 - Padova, † 1949)
- Ernesto Padova, matematico e fisico italiano (Livorno, n. 1845 - Padova, † 1896)
- Ernesto Pascal, matematico italiano (Napoli, n. 1865 - Napoli, † 1940)

## Medici(2)
- Ernesto Pestalozza, medico, chirurgo e politico italiano (Milano, n. 1860 - Roma, † 1934)
- Ernesto Quagliariello, medico italiano (Salerno, n. 1924 - Bari, † 2004)

## Militari(17)
- Ernesto Bonavoglia, militare e aviatore italiano (Grumo Appula, n. 1895 - Santo Spirito, † 1963)
- Ernesto Botto, militare e aviatore italiano (Torino, n. 1907 - Torino, † 1984)
- Ernesto Campanelli, militare e aviatore italiano (Nuoro, n. 1891 - Formia, † 1944)
- Ernesto Ferdinando di Brunswick-Bevern, militare tedesco (Osterholz, n. 1682 - Braunschweig, † 1746)
- Ernesto Forza, militare italiano (Roma, n. 1900 - Roma, † 1975)
- Ernesto Gulì, militare e prefetto italiano (Palermo, n. 1876 - Roma, † 1948)
- Ernesto Haug, militare prussiano (Hradec nad Moravicí, n. 1818 - Roma, † 1888)
- Ernesto La Polla, militare e aviatore italiano (Matera, n. 1872 - Napoli, † 1951)
- Ernesto Martino, militare italiano (Melfi, n. 1964)
- Ernesto Martinez, militare, ingegnere navale e politico italiano (Napoli, n. 1844 - Roma, † 1932)
- Ernesto Melo Antunes, militare e politico portoghese (Lisbona, n. 1933 - Sintra, † 1999)
- Ernesto Monico, militare e aviatore italiano (Altavilla Vicentina, n. 1910 - Talavera de la Reina, † 1936)
- Ernesto Paselli, militare italiano (Milano, n. 1875 - Candelù, † 1918)
- Ernesto Presbitero, militare e politico italiano (Cagliari, n. 1855 - Territet, † 1923)
- Ernesto Simini, militare italiano (Scutari, n. 1899 - Tobruch, † 1941)
- Ernesto Umberto Testa Fochi, militare italiano (Moncalvo, n. 1873 - Pasubio, † 1917)
- Ernesto Trevisi, militare e aviatore italiano (Novi Ligure, n. 1919 - Cielo di Korciano, † 1940)

## Musicisti(2)
- Tito Puente, musicista statunitense (New York, n. 1923 - New York, † 2000)
- Ernesto Tagliaferri, musicista italiano (Napoli, n. 1889 - Torre del Greco, † 1937)

## Nobili(27)
- Ernesto Luigi d'Assia-Darmstadt, nobile (Gotha, n. 1667 - Darmstadt, † 1739)
- Ernesto d'Assia-Rheinfels, nobile tedesco (Kassel, n. 1623 - Colonia, † 1693)
- Ernesto Federico di Baden-Durlach, nobile tedesco (Durlach, n. 1560 - Remchingen, † 1604)
- Ernesto Balbo Bertone di Sambuy, nobile e politico italiano (Vienna, n. 1837 - Torino, † 1909)
- Ernesto I di Brunswick-Lüneburg, nobile tedesco (Uelzen, n. 1497 - Celle, † 1546)
- Ernesto di Babenberg, nobile tedesco (n. 1027 - † 1075)
- Ernesto Augusto II di Hannover, nobile tedesco (Osnabrück, n. 1674 - Osnabrück, † 1728)
- Ernesto Carlo d'Asburgo-Lorena, nobile (Milano, n. 1824 - Arco, † 1899)
- Ernesto di Baviera, nobile tedesco (Monaco di Baviera, n. 1500 - Glatz, † 1560)
- Ernesto II di Svevia, nobile tedesco († 1030)
- Ernesto I di Svevia, nobile tedesco († 1015)
- Ernesto I di Brunswick-Grubenhagen, nobile tedesco († 1361)
- Ernesto di Nordgau, nobile franco († 865)
- Ernesto Costantino d'Assia-Philippsthal, nobile (Philippsthal, n. 1771 - Meiningen, † 1849)
- Ernesto d'Assia-Philippsthal, nobile (Philippsthal, n. 1846 - Eisenach, † 1925)
- Ernesto d'Austria, nobile austriaco (Vienna, n. 1553 - Bruxelles, † 1595)
- Ernesto di Meclemburgo-Strelitz, nobile tedesco (Mirow, n. 1742 - Neustrelitz, † 1814)
- Egon VIII di Fürstenberg-Heiligenberg, nobile e generale tedesco (Spira, n. 1588 - Costanza, † 1635)
- Ernesto II di Lippe-Biesterfeld, nobile tedesco (Oberkassel, n. 1842 - Schloss Lopshorn, † 1904)
- Ernesto Manca Thiesi di Villahermosa, nobile e generale italiano (n. 1818 - † 1893)
- Ernesto Paternò Castello di Carcaci, nobile e religioso italiano (Catania, n. 1882 - Roma, † 1971)
- Ernesto Enrico di Sassonia, nobile tedesco (Dresda, n. 1896 - Edingen-Neckarhausen, † 1971)
- Ernesto Gunther di Schleswig-Holstein-Sonderburg-Augustenburg, nobile tedesco (Lubsko, n. 1863 - Przemków, † 1921)
- Ernesto Augusto di Schleswig-Holstein-Sonderburg-Augustenburg, nobile tedesco (n. 1660 - † 1731)
- Ernesto di Baden-Durlach, nobile tedesco (Pforzheim, n. 1482 - Sulzburg, † 1553)
- Ernesto Augusto di Hannover, nobile tedesco (Hannover, n. 1845 - Gmunden, † 1923)
- Ernesto Casimiro di Nassau-Weilburg, nobile tedesco (Saarbrücken, n. 1607 - Weilburg, † 1655)

## Pallanuotisti(2)
- Ernesto Ghiorzi, pallanuotista e dirigente sportivo italiano
- Ernesto Parga, pallanuotista argentino (Buenos Aires, n. 1935 - † 1990)

## Pallavolisti(1)
- Ernesto Pilotti, ex pallavolista italiano (Alessandria, n. 1952)

## Parapsicologi(1)
- Ernesto Bozzano, parapsicologo italiano (Genova, n. 1862 - Genova, † 1943)

## Parolieri(1)
- Ermavilo, paroliere, doppiatore e cantante italiano (Parma, n. 1947 - Roma, † 2021)

## Partigiani(2)
- Ernesto Mora, partigiano italiano (Borgomanero, n. 1924 - Cressa, † 1945)
- Ernesto Savio, partigiano italiano (San Giovanni al Natisone, n. 1899 - Genova, † 1945)

## Patrioti(2)
- Ernesto Della Torre, patriota e politico italiano (Adro, n. 1844 - Portici, † 1913)
- Ernesto Pozzi, patriota, avvocato e politico italiano (Lecco, n. 1843 - † 1904)

## Pedagogisti(1)
- Ernesto Codignola, pedagogista e filosofo italiano (Genova, n. 1885 - Firenze, † 1965)

## Pentatleti(1)
- Ernesto Corradi, pentatleta italiano (n. 1893)

## Percussionisti(1)
- Ernesttico, percussionista, batterista e direttore artistico cubano (l'Avana, n. 1971)

## Pianisti(2)
- Ernesto Consolo, pianista e compositore italiano (Londra, n. 1864 - Firenze, † 1931)
- Ernesto Lecuona, pianista e compositore cubano (Guanabacoa, n. 1895 - Santa Cruz de Tenerife, † 1963)

## Piloti automobilistici(2)
- Ernesto Maserati, pilota automobilistico, ingegnere e imprenditore italiano (Voghera, n. 1898 - Bologna, † 1975)
- Ernesto Prinoth, pilota automobilistico italiano (Ortisei, n. 1923 - Innsbruck, † 1981)

## Piloti motociclistici(1)
- Ernesto Brambilla, pilota motociclistico e pilota automobilistico italiano (Monza, n. 1934 - Monza, † 2020)

## Pittori(11)
- Ernesto Allason, pittore italiano (Torino, n. 1822 - Torino, † 1869)
- Ernesto Aurini, pittore, fotografo e disegnatore italiano (Teramo, n. 1873 - Chieti, † 1947)
- Ernesto Bellandi, pittore, decoratore e illustratore italiano (Firenze, n. 1842 - Sesto Fiorentino, † 1916)
- Ernesto Bertea, pittore italiano (Torino, n. 1836 - † 1904)
- Ernesto Giacobbi, pittore italiano (Piacenza, n. 1891 - Piacenza, † 1964)
- Ernesto Mattiuzzi, pittore italiano (Venezia, n. 1900 - Conegliano, † 1980)
- Ernesto Pochintesta, pittore italiano (Stradella, n. 1840 - Torino, † 1892)
- Ernesto Quarti Marchiò, pittore e grafico italiano (Bergamo, n. 1907 - Bergamo, † 1982)
- Ernesto Rayper, pittore e incisore italiano (Genova, n. 1840 - Gameragna di Stella, † 1873)
- Ernesto Rigamonti, pittore italiano (Milano, n. 1864 - † 1942)
- Ernesto Treccani, pittore italiano (Milano, n. 1920 - Milano, † 2009)

## Poeti(4)
- Ernesto Calzavara, poeta e saggista italiano (Treviso, n. 1907 - Stra, † 2000)
- Ernesto Cardenal, poeta, presbitero e teologo nicaraguense (Granada, n. 1925 - Managua, † 2020)
- Ernesto Murolo, poeta, drammaturgo e giornalista italiano (Napoli, n. 1876 - Napoli, † 1939)
- Ernesto Ragazzoni, poeta, traduttore e giornalista italiano (Orta San Giulio, n. 1870 - Torino, † 1920)

## Politici(27)
- Ernesto Abaterusso, politico italiano (Patù, n. 1956 - Bari, † 2022)
- Ernesto Benedettini, politico sammarinese (Città di San Marino, n. 1948)
- Ernesto Caccavale, politico e giornalista italiano (Napoli, n. 1963)
- Ernesto Carbone, politico italiano (Cosenza, n. 1974)
- Ernesto Cianciolo, politico e avvocato italiano (Messina, n. 1856 - Messina, † 1905)
- Ernesto De Marzio, politico italiano (Serracapriola, n. 1910 - Roma, † 1995)
- Ernesto Dentice di Frasso, politico italiano (Napoli, n. 1825 - Livorno, † 1886)
- Ernesto Di Broglio, politico italiano (Resana, n. 1840 - Roma, † 1918)
- Ernesto Herrera, politico e avvocato filippino (Samboan, n. 1942 - Makati, † 2015)
- Ernesto Maggi, politico italiano (Mola di Bari, n. 1935)
- Ernesto Magorno, politico italiano (Diamante, n. 1961)
- Ernesto Marchiandi, politico e sindacalista italiano (Favria, n. 1896)
- Ernesto Mazzoni, politico italiano (Benevento, n. 1937 - Benevento, † 2023)
- Ernesto Montalban, politico e nobile italiano (Auronzo di Cadore, n. 1882 - Belluno, † 1937)
- Ernesto Nathan, politico italiano (Londra, n. 1845 - Roma, † 1921)
- Ernesto Page, politico italiano (Saint-Vincent, n. 1888 - Aosta, † 1969)
- Ernesto Pistoia, politico italiano (Isola Dovarese, n. 1857 - Alessandria, † 1932)
- Ernesto Pucci, politico italiano (Chiaravalle Centrale, n. 1917 - Catanzaro, † 2011)
- Ernesto Pérez Balladares, politico panamense (Panama, n. 1946)
- Ernesto Rapani, politico italiano (Rossano, n. 1967)
- Ernesto Rossi, politico, giornalista e antifascista italiano (Caserta, n. 1897 - Roma, † 1967)
- Ernesto Samper, politico e economista colombiano (Bogotà, n. 1950)
- Ernesto Torrusio, politico e dirigente sportivo italiano (Taranto, n. 1887 - Molteno, † 1967)
- Ernesto Vassallo, politico e giornalista italiano (San Cataldo, n. 1875 - Roma, † 1940)
- Ernesto Vercesi, politico italiano (Canneto Pavese, n. 1920 - † 1991)
- Ernesto Zanardi, politico italiano (Mantova, n. 1910 - † 2002)
- Ernesto Zedillo, politico messicano (Città del Messico, n. 1951)

## Poliziotti(1)
- Ernesto Cabruna, carabiniere italiano (Tortona, n. 1889 - Rapallo, † 1960)

## Presbiteri(7)
- Ernesto Balducci, presbitero, editore e scrittore italiano (Santa Fiora, n. 1922 - Cesena, † 1992)
- Ernesto Buonaiuti, presbitero, storico e antifascista italiano (Roma, n. 1881 - Roma, † 1946)
- Ernesto Caroli, presbitero e religioso italiano (Palazzuolo sul Senio, n. 1917 - Bologna, † 2009)
- Ernesto Colli, presbitero e storico italiano (Gravellona Lomellina, n. 1899 - Galliate, † 1989)
- Ernesto Dalla Libera, presbitero italiano (Zovencedo, n. 1884 - Vicenza, † 1980)
- Ernesto Teodoro Moneta Caglio, presbitero e musicologo italiano (Milano, n. 1907 - Milano, † 1995)
- Ernesto Vespignani, presbitero e architetto italiano (Lugo, n. 1861 - Buenos Aires, † 1925)

## Principi(8)
- Ernesto Amedeo di Anhalt-Plötzkau, principe tedesco (n. 1620 - † 1654)
- Ernesto di Sassonia, principe tedesco (Meißen, n. 1441 - Colditz, † 1486)
- Volrado di Schaumburg-Lippe, principe tedesco (Stadthagen, n. 1887 - Hannover, † 1962)
- Ernesto I di Hohenlohe-Langenburg, principe tedesco (Langenburg, n. 1794 - Baden-Baden, † 1860)
- Ernesto II di Hohenlohe-Langenburg, principe tedesco (Langenburg, n. 1863 - Langenburg, † 1950)
- Ernesto di Lippe, principe tedesco (Detmold, n. 1902 - Detmold, † 1987)
- Ernesto Bernardo di Sassonia-Meiningen, principe (Meiningen, n. 1859 - Castello di Altenstein, † 1941)
- Ernesto Casimiro II di Ysenburg e Büdingen, principe tedesco (Büdingen, n. 1806 - Büdingen, † 1861)

## Produttori cinematografici(1)
- Ernesto Brivio, produttore cinematografico, imprenditore e politico italiano (Milano, n. 1915 - Como, † 1976)

## Psichiatri(2)
- Ernesto Caffo, psichiatra, scrittore e attivista italiano (Modena, n. 1950)
- Ernesto Lugaro, psichiatra italiano (Palermo, n. 1870 - Salò, † 1940)

## Psicologi(1)
- Ernesto Valentini, psicologo e gesuita italiano (Cosenza, n. 1907 - Gallarate, † 1987)

## Pugili(3)
- Ernesto Bergamasco, pugile e allenatore di pugilato italiano (Torre Annunziata, n. 1950 - Torre Annunziata, † 2024)
- Ernesto Formenti, pugile italiano (Cassina Savina, n. 1927 - Seregno, † 1989)
- Ernesto Ros, pugile italiano (Mareno di Piave, n. 1952 - Vittorio Veneto, † 2022)

## Rapper(1)
- DJ Clue, rapper e disc jockey statunitense (New York, n. 1975)

## Registi(2)
- Ernesto Maria Pasquali, regista e produttore cinematografico italiano (Montù Beccaria, n. 1883 - Torino, † 1919)
- Ernesto Remani, regista, sceneggiatore e produttore cinematografico italiano (Merano, n. 1906 - Francoforte sul Meno, † 1966)

## Rivoluzionari(1)
- Che Guevara, rivoluzionario, guerrigliero e scrittore argentino (Rosario, n. 1928 - La Higuera, † 1967)

## Rugbisti a 15(2)
- Ernesto Nathan, rugbista a 15 italiano (n. 1913)
- Patricio Noriega, ex rugbista a 15 e allenatore di rugby a 15 argentino (Buenos Aires, n. 1971)

## Sceneggiatori(1)
- Ernesto Gastaldi, sceneggiatore, regista e scrittore italiano (Graglia, n. 1934)

## Sciatori alpini(1)
- Ernesto De Mattia, ex sciatore alpino italiano (Cortina d'Ampezzo, n. 1972)

## Scrittori(6)
- Ernesto Aloia, scrittore italiano (Belluno, n. 1965)
- Ernesto Franco, scrittore, dirigente d'azienda e ispanista italiano (Genova, n. 1956 - Genova, † 2024)
- Ernesto Giménez Caballero, scrittore e politico spagnolo (Madrid, n. 1899 - Madrid, † 1988)
- Ernesto Mallo, scrittore argentino (La Plata, n. 1948)
- Ernesto Giacomo Parodi, scrittore, letterato e filologo italiano (Genova, n. 1862 - Firenze, † 1923)
- Ernesto Sabato, scrittore argentino (Rojas, n. 1911 - Santos Lugares, † 2011)

## Scultori(6)
- Ernesto Bazzaro, scultore e incisore italiano (Milano, n. 1859 - Milano, † 1937)
- Ernesto Biondi, scultore italiano (Morolo, n. 1854 - Roma, † 1917)
- Ernesto De Fiori, scultore, pittore e architetto italiano (Roma, n. 1884 - San Paolo, † 1945)
- Ernesto Lamagna, scultore italiano (Napoli, n. 1945)
- Ernesto Ornati, scultore, pittore e incisore italiano (Vigevano, n. 1932 - Saronno, † 2022)
- Ernesto Vighi, scultore italiano (San Secondo Parmense, n. 1894 - Parma, † 1950)

## Siepisti(1)
- Ernesto Ambrosini, siepista italiano (Monza, n. 1894 - Monza, † 1951)

## Slittinisti(1)
- Ernesto Mair, ex slittinista italiano (Villabassa, n. 1946)

## Sovrani(3)
- Ernesto Augusto I di Hannover, re (Londra, n. 1771 - Hannover, † 1851)
- Ernesto Luigi d'Assia, sovrano tedesco (Darmstadt, n. 1868 - Langen, † 1937)
- Ernesto Augusto di Hannover, sovrano (Penzing, n. 1887 - Pattensen, † 1953)

## Storici(7)
- Ernesto Brunetta, storico, scrittore e politico italiano (Treviso, n. 1934)
- Ernesto Galli della Loggia, storico italiano (Roma, n. 1942)
- Ernesto Masi, storico italiano (Bologna, n. 1836 - Firenze, † 1908)
- Ernesto Pontieri, storico italiano (Nocera Terinese, n. 1896 - Roma, † 1980)
- Ernesto Preziosi, storico e politico italiano (Pesaro, n. 1955)
- Ernesto Ragionieri, storico italiano (Sesto Fiorentino, n. 1926 - Firenze, † 1975)
- Ernesto Sestan, storico italiano (Trento, n. 1898 - Firenze, † 1986)

## Tennisti(1)
- Ernesto Escobedo, ex tennista statunitense (Los Angeles, n. 1996)

## Tenori(4)
- Tito Beltrán, tenore cileno (Punta Arenas, n. 1965)
- Ernesto Nicolini, tenore francese (Tours, n. 1834 - Pau, † 1898)
- Ernesto Palacio, tenore peruviano (Lima, n. 1946)
- Ernesto Veronelli, tenore italiano (Lainate, n. 1938)

## Triplisti(1)
- Ernesto Revé, triplista cubano (Guantánamo, n. 1992)

## Velocisti(1)
- Ernesto Nocco, velocista italiano (Las Plassas, n. 1957)

## Vescovi cattolici(5)
- Ernesto Jesús Brotóns Tena, vescovo cattolico spagnolo (Saragozza, n. 1968)
- Ernesto Fontana, vescovo cattolico italiano (Milano, n. 1830 - Crema, † 1910)
- Ernesto Mandara, vescovo cattolico italiano (Positano, n. 1952)
- Ernesto Togni, vescovo cattolico svizzero (Brione Verzasca, n. 1926 - Gambarogno, † 2022)
- Ernesto Vecchi, vescovo cattolico italiano (San Matteo della Decima, n. 1936 - Bologna, † 2022)

## Vescovi luterani(1)
- Ernesto Augusto di Brunswick-Lüneburg, vescovo luterano tedesco (Herzberg am Harz, n. 1629 - Herrenhausen, † 1698)

## Violinisti(1)
- Camillo Sivori, violinista e compositore italiano (Genova, n. 1815 - Genova, † 1894)

## Senza attività specificata(22)
- Ernesto II di Brunswick-Lüneburg, duca (Celle, n. 1564 - Celle, † 1611)
- Ernesto I d'Asburgo, duca (Bruck an der Mur, n. 1377 - Bruck an der Mur, † 1424)
- Ernesto I di Sassonia-Altenburg, duca (Hildburghausen, n. 1826 - Altenburg, † 1908)
- Ernesto II di Sassonia-Altenburg, duca (Altenburg, n. 1871 - Trockenborn-Wolfersdorf, † 1955)
- Ernesto Luigi I di Sassonia-Meiningen, duca tedesco (Gotha, n. 1672 - Meiningen, † 1724)
- Ernesto Luigi II di Sassonia-Meiningen, duca tedesco (Coburgo, n. 1709 - Meiningen, † 1729)
- Ernesto II di Sassonia-Gotha-Altenburg, duca tedesco (Gotha, n. 1745 - Gotha, † 1804)
- Ernesto Augusto di Hannover, tedesco (Braunschweig, n. 1914 - Pattensen, † 1987)
- Ernesto Ludovico di Pomerania, duca tedesco (Wolgast, n. 1545 - Wolgast, † 1592)
- Ernesto I di Sassonia-Coburgo-Gotha, duca (Coburgo, n. 1784 - Gotha, † 1844)
- Ernesto II di Sassonia-Coburgo-Gotha, duca (Coburgo, n. 1818 - Friedrichroda, † 1893)
- Ernesto Federico I di Sassonia-Hildburghausen, duca (Gotha, n. 1681 - Hildburghausen, † 1724)
- Ernesto Federico II di Sassonia-Hildburghausen, duca tedesco (Hildburghausen, n. 1707 - Hildburghausen, † 1745)
- Ernesto Federico III di Sassonia-Hildburghausen, duca tedesco (Königsberg, n. 1727 - Seidingstadt, † 1780)
- Ernesto Leopoldo d'Assia-Rheinfels-Rotenburg, tedesco (Langenschwalbach, n. 1684 - Rotenburg an der Fulda, † 1749)
- Ernesto di Baviera-Monaco, duca (n. 1373 - Monaco di Baviera, † 1438)
- Ernesto di Sassonia-Hildburghausen, duca (Gotha, n. 1655 - Hildburghausen, † 1715)
- Ernesto Casimiro di Nassau-Dietz, conte (Dillenburg, n. 1573 - Roermond, † 1632)
- Ernesto Federico di Sassonia-Coburgo-Saalfeld, duca tedesco (Saalfeld, n. 1724 - Coburgo, † 1800)
- Ernesto Augusto I di Sassonia-Weimar, duca (Weimar, n. 1688 - Eisenach, † 1748)
- Ernesto Augusto II di Sassonia-Weimar-Eisenach, duca (Weimar, n. 1737 - Weimar, † 1758)
- Ernesto I di Sassonia-Gotha-Altenburg, duca tedesco (Altenburg, n. 1601 - Castello di Friedenstein, † 1675)